# ساندرا دی
ساندرا دی (انگلیسی: Sandra Dee؛ ۲۳ آوریل ۱۹۴۲ – ۲۰ فوریهٔ ۲۰۰۵) هنرپیشه اهل ایالات متحده آمریکا بود.

## بخشی از فیلمشناسی
- تازه‌کار بی‌رغبت  (۱۹۵۸)
- تقلید زندگی (فیلم ۱۹۵۹) (۱۹۵۹)
- نایت گالری (۱۹۷۱–۱۹۷۲)
- فریژر (۱۹۹۴)
- تا وقتی کشتی راه بیفتد (۱۹۵۷)
- ملکه برفی (۱۹۵۷)